# Carmen Molinar

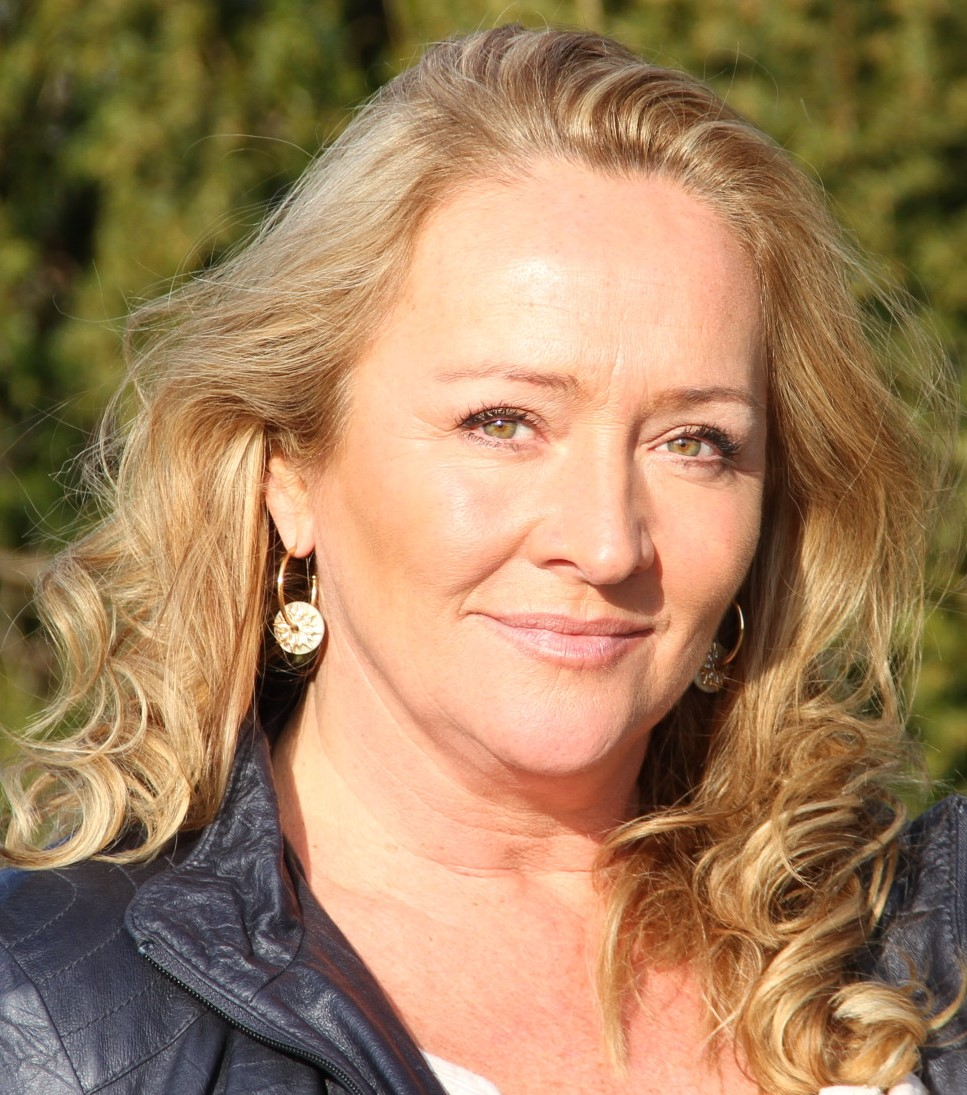
Carmen Molinar 2017

Carmen Molinar (* 8. Juli 1965 in Hamburg) ist eine deutsche Schauspielerin, Synchronsprecherin und Kurzfilmproduzentin.

## Leben
Molinar studierte Sprachwissenschaften an der Universität Hamburg und lebte in den folgenden acht Jahre auf Mallorca. Seit 1998 hält sie sich im Wechsel in Spanien und in Norddeutschland auf.
Ihre Schauspielausbildung begann Molinar 2006 im Theaterstudio Berlin und schloss sie 2011 im Michael Tschechow Studio Berlin ab.
Von Juni 2005 bis April 2006 moderierte sie das Erotik-Format Lovecheck bei dem inzwischen eingestellten Mediendienst Traumpartner TV, von März 2006 bis Dezember 2006 war sie Gastmoderatorin beim Teleshoppingsender RTL Shop.
2006 gründete Molinar International Voice, eine Schule für Mikrofonsprechen und Synchronschauspiel in Berlin die 2014 nach ihrem Mentor in Christian-Rode-Sprecherschule umbenannt wurde.
2014 eröffnete Molinar das 3. Evolution Mallorca International Film Festival, im gleichen Jahr begann sie mit der Produktion einer Kurzfilm-Trilogie über starke Frauen, die am Wendepunkt ihres Lebens stehen. Bisher sind der erste Teil Maria und der zweite Teil Martha erschienen. Maria (2014, Regie David Fejzuli) wurde insgesamt dreimal, u. a. als bester ausländischer Kurzfilm, auf kleinen internationalen Filmfestival ausgezeichnet. Martha (2016, Regie Florian Gottschick) wurde zum ersten Mal auf dem Evolution Mallorca International Film Festival gezeigt und lief auch beim European Film Market auf der Berlinale 2017 sowie beim Shortfilm Corner des Courts Métrage de Cannes 2017.
Seit 2016 dreht Carmen Molinar regelmäßig fürs spanische und deutsche Fernsehen.
Mit der spanischen Serie Los pacientes del doctor García, basierend auf dem gleichnamigen, mit dem Premio nacional narrativo ausgezeichnetem Werk von Almudena Grandes, kam die erste internationale Produktion. Auf Spanisch gedreht, hat sich Molinar für Netflix Deutschland und Netflix USA selbst synchronisiert. Molinar spielt Ingrid Weiss, die rechte Hand von Clara Stauffer
Molinar hat eine Tochter.

## Filmografie

### Kino
- 2017: Clara Hammerl (Spanien)
- 2017: Background (Spanien)
- 2018: Klassentreffen 1.0
- 2022: Ghost Island
- 2023: Golf Alpha Yankee (Drehbeginn 2012)

### Fernsehen
- 1989: Schulz & Schulz
- 1991: Schulz & Schulz II – Aller Anfang ist schwer
- 1992: Schulz & Schulz III – Wechselspiele
- 1992: Schulz & Schulz IV – Neue Welten, alte Lasten
- 1993: Schulz & Schulz V – Fünf vor zwölf
- 2007: Der Mann von gestern
- 2011: Lenßen & Partner Staffel 7 Folge 38
- 2012: Die Mädchen WG Mallorca 2012
- 2013: Willkommen im Club
- 2013: Der Weg nach San José
- 2015: Der Hafenpastor und das graue Kind
- 2016: Chaos-Queens: Die Braut sagt leider nein
- 2016: Der Hafenpastor und das Blaue vom Himmel
- 2016: Kein Talent für Liebe
- 2016: Desconeguts 4 – Clara Hammerl
- 2018: Ein Sommer auf Mallorca
- 2018: Tatort: Im toten Winkel
- 2018: Einmal Sohn, immer Sohn
- 2020: La Caza - Tramuntana RTVE1
- 2021: Sicilia sense morts -IB3
- 2023: Balko Teneriffa - Teil 2
- 2023: Sörensen fängt Feuer
- 2023: Last Exit Schinkenstrasse
- 2023: Großstadtrevier

### Serien
- 1988: Diese Drombuschs
- 2007: KTI – Menschen lügen, Beweise nicht
- 2008: Klinik am Alex
- 2016: Notruf Hafenkante (Folge Shopping)
- 2017: Morden im Norden (Folge Reine Geldgier)
- 2017: Bad Cop
- 2023: Der König von Palma, Staffel 2
- 2023: Dr. Garcías Patienten

### Kurzfilme
- 2011: Happy Birthday
- 2011: it doesn’t mother
- 2011: Zwischenstopp
- 2012: Euro 2012
- 2012: Seriously
- 2014: Maria
- 2016: Martha
- 2017: Blind Date in Port Adriano
- 2019: Mírame
- 2020: Das Zerwürfnis
- 2020: Acuérdate de mí
- 2020: A little less conversation
- 2022: A not so perfect wedding

## Synchronisation
- 1999: Holly Gagnier in free enterprise
- 2000: Rachel Sanders in Dunkle Visionen – The Wyvern Mystery (The Wyvern Mystery)
- 2001: Kiron Kher in Ehsaas – Zeit der Gefühle (Ehsaas – The Feeling)
- 2001: Sandra Pepa Denton in 3 A.M. – Drei Stunden nach Mitternacht (3 A.M.)
- 2001–2004: Baby Yeti in Mickys Clubhaus (House of Mouse)
- 2002: Gabrielle Rose in 24 Stunden Angst (Trapped)
- 2003: Penélope Cruz in Masked and Anonymous
- 2006: Jo Hartley in This is England
- 2006: Angie Ruiz in Surf School
- 2007: Siena Goines in Plane Dead – Der Flug in den Tod (Plane Dead – Zombies on a Plane)
- 2007: Chilton Crane in Es lauert (It waits)
- seit 2009: Pauline Proganochelys in Dino-Zug (Dinosaur Train, Serie)
- 2010: Rachael Harris in The West Wing – Im Zentrum der Macht (The West Wing, Serie)
- 2010: Carla Laemmle, Anjelica Huston, Sarah Karloff in 100 Jahre Hollywood – Die Carl-Laemmle-Story
- 2022: Lizzy in Welpen Freunde
- 2023: Ingrid Weiss in Dr Garcías Patienten

## Hörbücher, Hörspiele
- 2007: Ali Baba und die 40 Räuber. Universal Music Group, ISBN 978-3-8291-1881-1 (Hörbuch)
- 2007: Jack the Ripper: das Geheimnis wird gelüftet. Monopol Records, ISBN 978-3-938729-95-3 (Hörbuch)
- 2007: Die Legende der Päpstin: der Papst, der Johanna hieß. Monopol Records, ISBN 978-3-938729-99-1 (Hörbuch)
- 2007–2012 Lady Bedfort. Hörplanet (Hörspiel, Serie, 21 Folgen)
- 2009: Bei Anruf Abenteuer (Doku-Fernsehserie, zwei Folgen, Voice-over)
- 2010: Die Kinder von Tschernobyl (Imagefilm, Voice-over)
- seit 2010: Dragonbound – Die Prophezeiung. Europa, Gigaphone (Hörspiel, Serie Staffel 1–2)
- 2010: Team Undercover: Der geraubte Stern. Alive (Hörbuch)
- 2010: Afrikanische Schönheiten: Kunst am Haar in Mali (TV-Doku, Voice-over)
- 2011: NaturNah – Die Nachtflieger: Fledermäuse in Gefahr (TV-Doku, Off-Stimme)
- 2011: Stradivaris Erben – Die Meistergeige aus dem Labor. Leonardo Film, ISBN 978-3-943684-00-1 (TV-Doku, Off-Stimme)
- 2012: Achtung Erdbeben – das Frühwarnsystem der Tiere (TV-Doku, Off-Stimme)
- 2013: Happy Baby: Entspannung, Glück und Gesundheit für Schwangerschaft & Geburt. Vivaflow Media (Hörbuch)
- 2014: Jogging Meditation: Mit Achtsamkeit & Motivation Laufen. Vivaflow Media (Hörbuch)
- 2014: Traumhaft schlafen mit Mini Meditation. Vivaflow Media (Hörbuch)
- 2014: Be healthy: Gesundheit, Tiefenregeneration & Zellerneuerung durch mentale Heilung. Vivaflow Media (Hörbuch)
- 2016: Länder – Menschen – Abenteuer: Nordspanien in sieben Stunden – Mit dem Zug von Barcelona nach Bilbao (TV-Doku, weibliche Übersetzung)
- 2017: Länder – Menschen – Abenteuer: Leben am Polarkreis – Mit dem Zug durch Schwedens Norden (TV-Doku, weibliche Übersetzung)
- 2017: Hits aus dem Plattenland. Kinescope Film (TV-Doku, Off-Stimme)
- 2017: Hygge – Ein Lebensgefühl, das einfach glücklich macht. Vivaflow Media (Hörbuch)
- 2017: Die Weisheit der Geduld (ma vie Verlag / Burda)
- 2017: Dankbarkeit – Innere Stärke und Zufriedenheit (ma vie Verlag / Burda)
- 2017: Neustart ins Glück – Zitate, Inspirationen & Affirmationen (ma vie Verlag / Burda)
- 2017: Ich STIMME – Die Kunst des bewussten Sprechens, Vivaflow Verlag, ISBN 978-3-944188-68-3

## Auszeichnung
- 2015: Tenerife International Filmfestival: Bester ausländischer Kurzfilm für Maria (Produzentin)
- 2015: Best story für „Maria“ (als Autorin/Drehbuchschreiber zusammen mit Regisseur David Fejzuli)
- 2017: California Womens Film Festival: Bester ausländischer Film für „Martha“ (Produzentin)
- 2017: California International Independent Film Awards: Best Lead Actress In A Shortfilm (Titelrolle in „Martha“)
- 2019: Premis Mallorca Cinema: Best act für „Mírame“ (Hauptrolle)
- 2019: Films Infest: Dualpreis Best Actress Balear (für Mirame) zusammen mit Marta Obrador
- 2020: Sweden Film Award: Best Actress in a shortfilm